# Finale della Coppa delle Coppe 1974-1975
La finale della 15ª edizione della Coppa delle Coppe UEFA è stata disputata il 14 maggio 1975 al St. Jakob Stadium di Basilea tra Dinamo Kiev e Ferencváros. All'incontro hanno assistito circa 10 000 spettatori. La partita, arbitrata dallo scozzese Bobby Davidson, ha visto la vittoria per 3-0 del club sovietico.

## Il cammino verso la finale

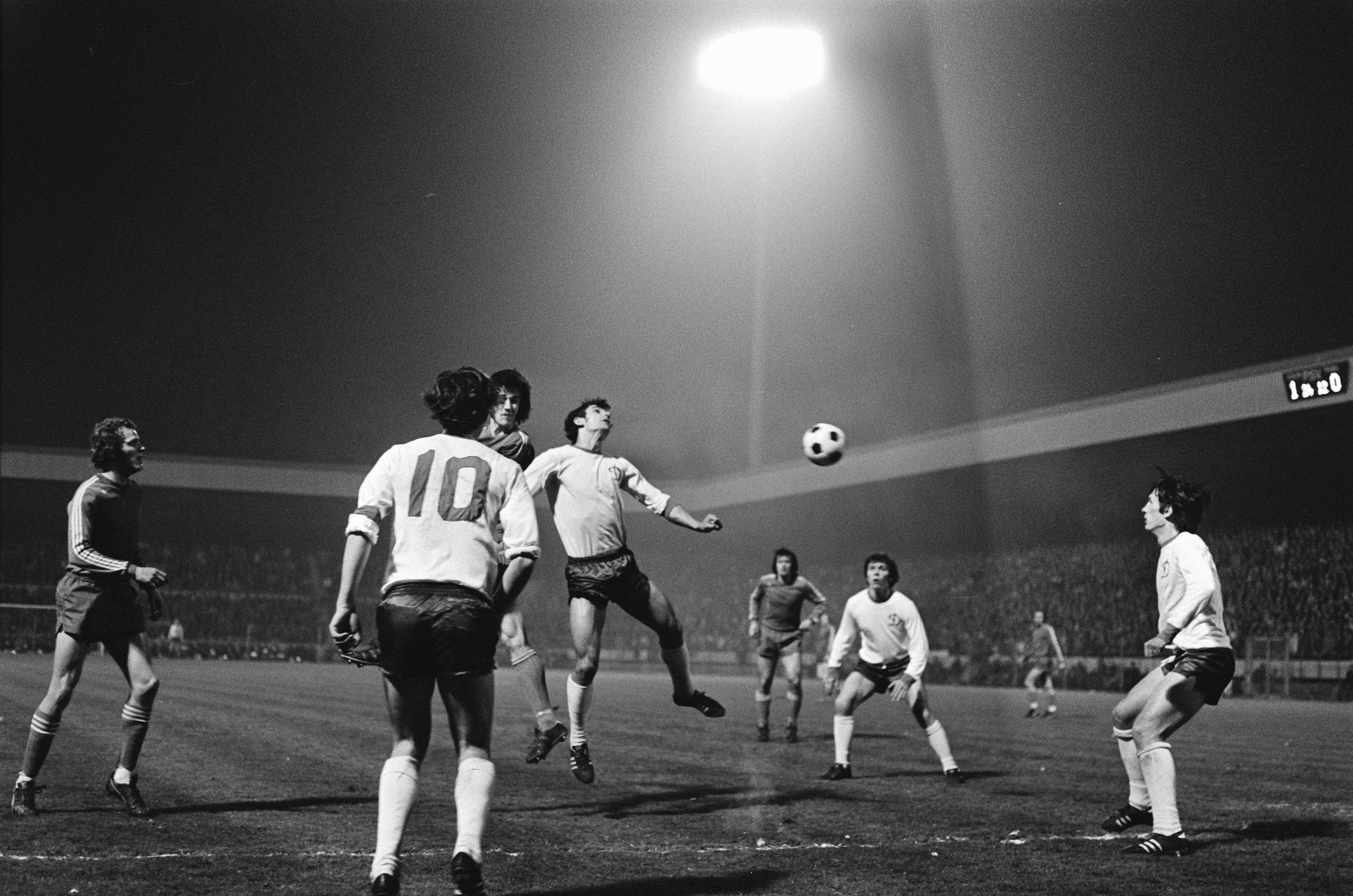
Azione di gioco durante PSV - Dinamo

La Dinamo Kiev di Valerij Lobanovs'kyj esordì contro i bulgari del CSKA Sofia che sconfissero sia all'andata che al ritorno col risultato di 1-0. Agli ottavi di finale i tedeschi occidentali dell'Eintracht Francoforte furono superati con un risultato complessivo di 5-3. Ai quarti i Bilo-Syni affrontarono i turchi del Bursaspor, passando il turno con un risultato complessivo di 3-0. In semifinale gli olandesi del PSV furono battuti a Kiev 3-0 e la sconfitta per 2-1 di Eindhoven risultò indolore, sebbene fu l'unica macchia di una cavalcata fin lì impeccabile.
Il Ferencváros di Jenő Dalnoki iniziò il cammino europeo contro i gallesi del Cardiff City vincendo con un risultato aggregato di 6-1. Agli ottavi gli inglesi del Liverpool diedero filo da torcere ai magiari, che riuscirono a superare il turno solo grazie alla regola dei gol fuori casa in virtù dell'1-1 conquistato ad Anfield e del pari casalingo a reti inviolate. Ai quarti di finale le Aquile Verdi affrontarono gli svedesi del Malmö FF, vincendo in trasferta 3-1 e pareggiando 1-1 a Budapest. In semifinale gli jugoslavi della Stella Rossa furono battuti con un risultato totale di 4-3.

## La partita
A Basilea va in scena una finale che rispetta il pronostico, ossia quello della vittoria della fortissima Dinamo Kiev sul sorprendente Ferencváros. I sovietici non tardano a segnare e già poco dopo il quarto d'ora vanno in vantaggio con Volodymyr Onyščenko, il quale raddoppia dopo circa venti minuti con un gran tiro da fuori area. Nella ripresa Oleh Blochin chiude i conti e i giocatori iniziano a rallentare il ritmo e risparmiare le forze in vista dell'impegno con la nazionale. È la prima volta che una squadra sovietica si aggiudica una coppa europea.

## Tabellino
| Arbitro: | Bobby Davidson |

|                                |           |  |
| Onyščenko 18’, 39’ Blochin 67’ | Marcatori |  |

| Dinamo Kiev | Ferencváros |

|                      |    |                     |  |
|                      |    |                     |  |
| P                    | 1  | Evgenij Rudakov     |  |
| D                    | 6  | Volodymyr Troškin   |  |
| D                    | 3  | Viktor Matvijenko   |  |
| D                    | 5  | Stefan Reško        |  |
| D                    | 4  | Mychajlo Fomenko    |  |
| C                    | 7  | Volodymyr Muntjan   |  |
| C                    | 2  | Anatolij Kon'kov    |  |
| C                    | 10 | Leonid Burjak       |  |
| C                    | 9  | Viktor Kolotov      |  |
| A                    | 8  | Volodymyr Onyščenko |  |
| A                    | 11 | Oleh Blochin        |  |
|                      |    |                     |  |
|                      |    |                     |  |
| Allenatore:          |    |                     |  |
| Valerij Lobanovs'kyj |    |                     |  |

|               |  |                |  |     |
|               |  |                |  |     |
| P             |  | István Géczi   |  |     |
| D             |  | Győző Martos   |  |     |
| D             |  | István Megyesi |  |     |
| D             |  | Miklós Pataki  |  |     |
| D             |  | Tibor Rab      |  |     |
| C             |  | Tibor Nyilasi  |  | 60’ |
| C             |  | István Juhász  |  |     |
| C             |  | József Mucha   |  |     |
| C             |  | Ferenc Szabó   |  |     |
| A             |  | János Máté     |  |     |
| A             |  | István Magyar  |  |     |
| Sostituzioni: |  |                |  |     |
| A             |  | Tibor Onhausz  |  | 60’ |
| Allenatore:   |  |                |  |     |
| Jenő Dalnoki  |  |                |  |     |